# Quảng Đông Thập hổ
Quảng Đông Thập hổ (tiếng Trung Quốc: 廣東十虎) hay Mười con hổ thành Quảng Đông (Ten Tigers of Canton) đề cập đến giai thoại một nhóm gồm mười võ sư đến từ tỉnh Quảng Đông sống vào khoảng thế kỷ 19 dưới thời nhà Thanh ở Trung Quốc. Họ được cho là những đại võ sư danh chấn ở Quảng Đông trong cuối thời nhà Thanh. Phần lớn sự tồn tại của các vị võ sư đã được tô điểm thêm từ những truyền kỳ dân gian, ký sự, giai thoại và câu chuyện dân gian được truyền miệng từ thế hệ này sang thế hệ khác. Quảng Đông thập hổ trong văn hóa dân gian là mười vị anh hùng võ hiệp của Quảng Đông xuất hiện cuối thời Mãn Thanh. Theo một số sách vở xuất hiện trước năm 1975 tại Trung Quốc, Hong Kong cũng như tại miền Nam Việt Nam và nhất là qua nhiều loạt phim võ hiệp (kiếm hiệp) của Hồng Kông, người hâm mộ võ thuật Trung Hoa xưng tụng: "Mười con hổ thành Quảng Đông" là:
- Vương Ẩn Lâm (Wong Yan-lam/王隐林) được xưng tụng với công phu Bạch hạc Hiệp gia quyền.
- Hoàng Trừng Khả hay Hoàng Trừng Hổ (Wong Ching-ho/黄澄可) nổi danh với tuyệt kỹ Cửu long quyền.
- Tô Hắc Hổ (So Hak-fu/苏黑虎) nổi danh với tuyệt kỹ Hắc hổ Thập hình quyền (黑虎門)
- Hoàng Kỳ Anh (Wong Kei-ying/黄麒英) cha của Hoàng Phi Hồng, trứ danh với tuyệt kỹ Vô ảnh cước.
- Đàm Tế Quân (Tam Chai-kwan/谭济筠) nổi danh với biệt danh Đàm Tam cước.
- Lê Nhân Siêu (Lai Yan-chiu/黎仁超) được xưng tụng với tuyệt kỹ võ công Thất tinh quyền (七星拳)
- Tô Xán (So Chan/苏灿/Tô Sát Ha Nhi Xán) còn được biết đến với tên gọi là Tô Khất Nhi (So Hut-yee/苏乞儿) hay Tô ăn mày, nổi tiếng với môn võ say Túy quyền (võ say rượu)
- Lương Khôn hay Lương Khoan (Leung Kwan/梁坤) còn được gọi là Thiết Kiều Tam (铁桥三)
- Trần Trường Thái (Chan Cheung-tai/陈长泰) tục xưng là Thiết Chỉ Trần
- Châu Thái (Chau Tai/周泰) tục xưng là Châu Thiết Đầu, theo phái võ Thái Lý Phật (Choy Li Fut/蔡李佛).

## Danh xưng
Thập hổ là cách gọi dân gian về các nhân vật võ thuật của Quảng Đông trong một ngưỡng thời gian nhất định, khoảng giữa thế kỷ 18, chứ không phải cách đánh giá mang tính tổng kết về những bậc anh hùng đất Quảng Đông. Ngay cả với người Quảng Đông thì các nhân vật trong thập hổ hồi ấy cũng chưa có một danh sách chuẩn nên không thể là thập hổ vì có nhiều hơn 10. Thời gian gần đây xuất hiện nhiều tác phẩm mang tính hồi ký (khó xác minh độ chuẩn xác) của các nhân vật võ thuật hậu duệ của các môn phái trên đưa ra nhiều ý kiến khác nhau. Trong một dạng hồi ký khác thì Hoàng Phi Hồng lại soán chỗ của Châu Thái trong thập hổ. Theo nhiều ý kiến cho rằng Hoàng Phi Hồng là một trong "Quảng Đông thập hổ", nhưng cũng nhiều ý kiến nói là cha ông- Hoàng Kỳ Anh mới là một trong Thập hổ với tuyệt kỹ Vô ảnh cước, còn Phi Hồng được xưng gọi là Mãnh hổ Quảng Đông sau "thập hổ".
Nếu từ những ký sự và giai thoại khẳng định Hoàng Phi Hồng là nhân vật chủ chốt của thập hổ, như vậy trong nhóm Thập hổ sẽ dư thừa ra một nhân vật mà khả năng cao chính là Tô Xán (tên Ba Kim là tộc cổ của Mãn Thanh là Tô Sát Ha Nhi Xán) vì Tô Xán là người Mãn lại sống trong bối cảnh "phản Thanh phục Minh" thời ấy thì khó có thể được xếp chung với các đại anh hùng người Hán được. Sau này, bộ phim Mãnh hổ Tô Khất Nhi đã kể về cuộc đời của một trong 10 anh hùng võ thuật của Quảng Đông (Quảng Đông Thập Hổ), sống vào cuối thời đại nhà Thanh (Trung Quốc). Tô Khất Nhi vốn sinh trưởng trong một gia đình giàu có và có truyền thống võ học, nhưng tuổi trẻ chỉ ham chơi và lười biếng. Sau khi gia đình bị kẻ gian hãm hại, con trai bị bắt cóc, Tô Khất Nhi gần như mất hết tất cả phải lui về quy ẩn Tô Khất Nhi mất hết niềm tin và ý chí, suốt ngày say rượu và lang thang trên phố để xin ăn nên Tô Khất Nhi còn có biệt danh là Tô ăn mày, ông đã sáng tạo ra một tuyệt thế võ công được người đời sau biết đến là Túy quyền Tô Khất Nhi.